# Karla Čapka (Písek)
Karla Čapka je ulice v Písku na Budějovickém Předměstí vede od Husova náměstí až k nemocnici, kde se ohýbá směrem na jih a jde až k železniční trati číslo 021 Tábor-Ražice. Kříží se s ulicí U Obory a navazuje na ní ulice Preslova.
Na této ulici se kromě nemocnice nachází Střední průmyslová a Vyšší odborná škola Písek. Budova nese jméno po českém spisovateli Karlu Čapkovi.

## Historie
Svůj název ulice dostala na plenární schůzi Městského národního výboru dne 21. června 1946. 
Roku 1896 bylo v této lokalitě zřízeno tržiště pro hovězí dobytek a koně. Zrušeno bylo 14. září 1935.
V roce 1940 se vedl spor o pozemek, přes který měla ulice procházet. Dne 8. listopadu 1940 Městské zastupitelstvo rozhodlo o vyvlastnění pozemku a exekučním zboření domku čp. 447 stojícího v trase ulice.
Dne 16. dubna 1941 byla do ulice přestěhována 2. česká průmyslová škola strojnická z Českých Budějovic.
Na jižní straně, bokem do ulice, byly v roce 1949 postaveny dva domy pro zaměstnance nemocnice. Při stavbě došlo k významným archeologickým nálezům. Pražský archeolog Bedřich Dubský prozkoumal v únoru roku 1948 výkopy, kterými byla zrušena větší pravěká chata a zjistil zde osídlení odpovídající mladšímu stupni knovízské kultury.
Na schůzi rady Městského národního výboru bylo dne 22. dubna 1966 schváleno, aby do ulice Karla Čapka patřily také tři bloky domů, které v letech 1964–1967 vybudovalo Stavební bytové družstvo Jitex.
Na počátku 80. let 20. století pak na konci ulice u železnice vznikla skupina bytovek a garáže, kterými ulice končí.

## Galerie

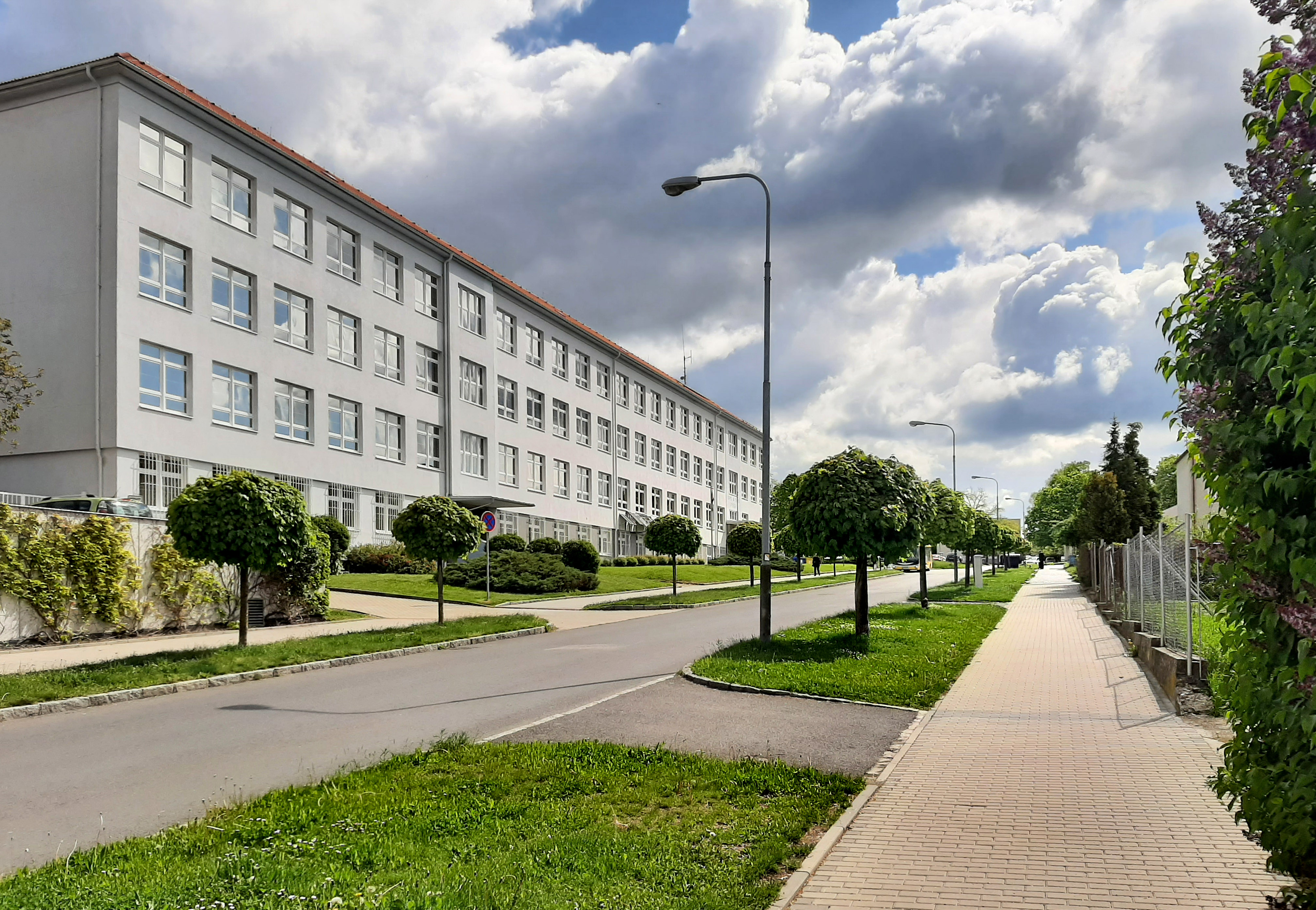
Budova Střední průmyslové školy Písek
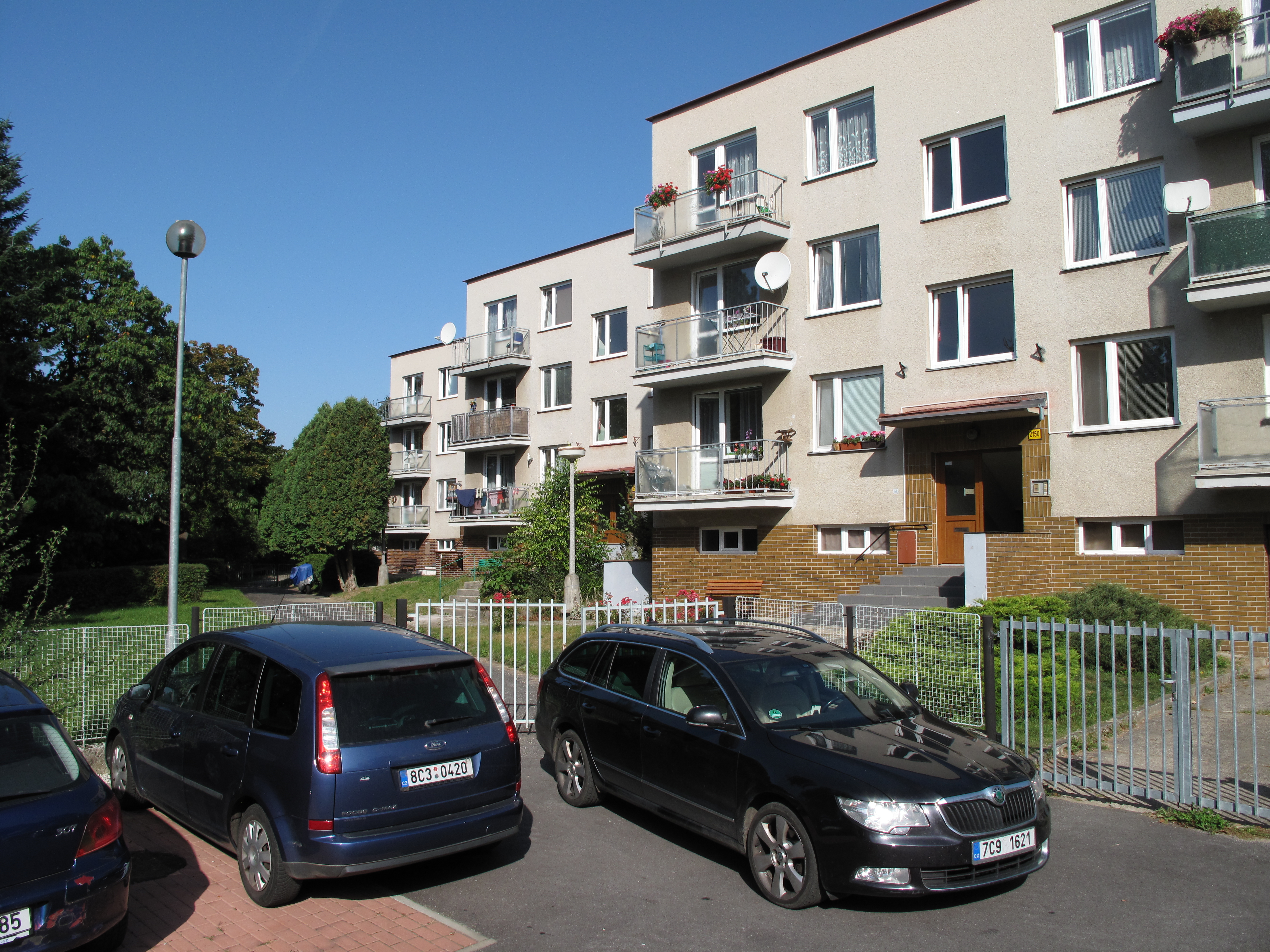
Bytovky na konci ulice
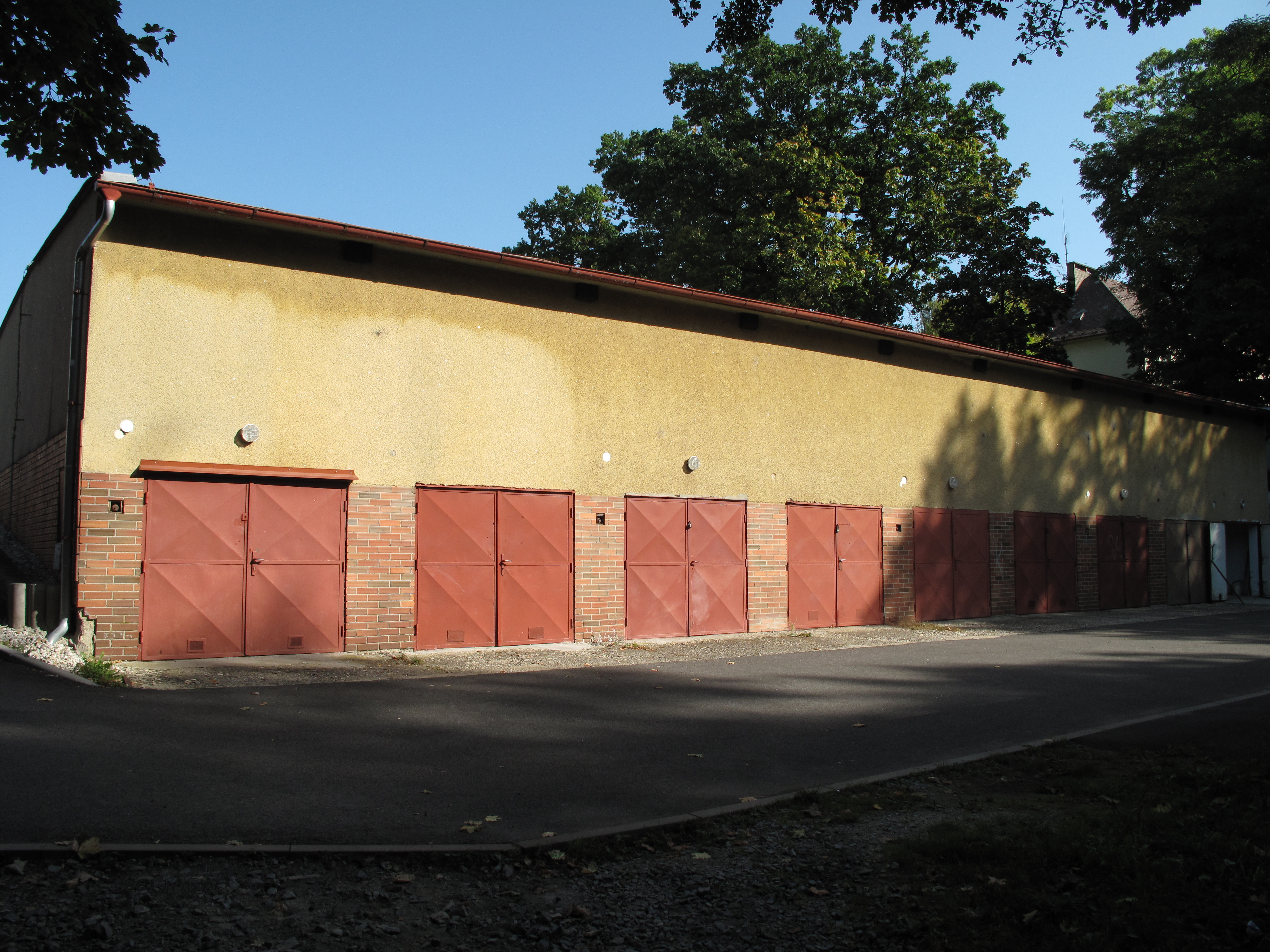
Garáže na konci ulice